# Age of the Joker
Age of the Joker är det tyska power metal-bandet Edguys nionde studioalbum, utgivet i augusti 2011 på Nuclear Blast Records och i Japan på Avalon.
Albumet föregicks av singeln "Robin Hood", till vilken det också spelades in en musikvideo.
Age of the Joker nådde plats 3 på den tyska topplistan och plats 10 på den svenska.

## Låtlista (digipakutgåvorna)
CD 1
1. "Robin Hood" – 8:26
2. "Nobody's Hero" – 4:33
3. "Rock of Cashel" – 6:20
4. "Pandora's Box" – 6:47
5. "Breathe" – 5:05
6. "Two Out of Seven" – 4:29
7. "Faces in the Darkness" – 5:24
8. "The Arcane Guild" – 5:00
9. "Fire on the Downline" – 5:48
10. "Behind the Gates to Midnight World" – 8:58
11. "Every Night Without You" – 4:52

CD 2
1. "God Fallen Silent" – 5:04
2. "Aleister Crowley Memorial Boogie" – 4:34
3. "Cum on Feel the Noize" (Slade-cover) – 3:53
4. "Standing in the Rain" – 4:02
5. "Robin Hood" (Single Version) – 4:54
6. "Two Out of Seven" (Single Version) – 3:39

## Medverkande
Musiker
- Tobias Sammet – sång
- Jens Ludwig – leadgitarr, Dobro
- Dirk Sauer – rytmgitarr
- Tobias Exxel – basgitarr
- Felix Bohnke – trummor

Bidragande musiker
- Thomas Rettke – bakgrundssång
- Cloudy Yang – bakgrundssång
- Sascha Paeth – keyboard
- Oliver Hartmann – bakgrundssång
- Gracia Sposito – bakgrundssång
- Simon Oberender – hammondorgel
- Michael "Miro" Rodenberg – keyboard, orkestrering

Produktion
- Sascha Paeth – producent, inspelningstekniker, mixning
- Olaf Reitmeier – inspelningstekniker
- Simon Oberender – inspelningstekniker, mastering
- Dan Frazier – omslagskonst
- Thomas Ewerhard – layout
- Alex Kuehr – foto